# Charlotte Moorman
Madeline Charlotte Moorman (18. listopadu 1933 – 8. listopadu 1991) byla americká violoncellistka, představitelka hnutí Fluxus.
Narodila se v Little Rocku ve státě Arkansas a po dokončení středoškolských studií v rodném městě začala studovat hudbu na Centenary College v louisianském Shreveportu. Poté studovala hru na violoncello na Texaské univerzitě v Austinu a nakonec absolvovala postgraduální studium na Juilliardově škole v New Yorku. V letech 1958 až 1963 působila v uskupení Boccerini Players violisty Jacoba Glicka a také v Americkém symfonickém orchestru pod vedením Leopolda Stokowského.
Prostřednictvím své spolubydlící Yoko Ono se seznámila s experimentálním performančním uměním a řadou podobně smýšlejících lidí, včetně Johna Cage, Josepha Beuyse, Carolee Schneemann a Jima McWilliamse. Beuys jí v roce 1966 věnoval své dílo Infiltration Homogen für Cello. Od roku 1964 blízce spolupracovala s korejským umělcem Nam June Paikem. V roce 1967 byla při představení jeho díla Opera Sextronique, v němž vystupovala zčásti nahá, zatčena a obviněna, ale vyvázla s podmíněným trestem.
Od roku 1979 bojovala s karcinomem prsu. V roce 1991 v New Yorku rakovině ve věku 57 let podlehla. V roce 1995 byl uveden dokumentární film Topless Cellist v Paikově režii.